# Melissa Suffield
Hollie Melissa Suffield (Londres,  Inglaterra, 24 de dezembro de 1992) É uma atriz e apresentadora de televisão inglesa, é mais conhecida como Lucy Beale na série BBC EastEnders, sua primeira aparição no show foi em 28 de outubro de 2004 e sua última apariação foi em 27 de agosto de 2010.